# Дембинский, Валентий
Вале́нтий Демби́нский (ум. 16 октября 1585) — государственный деятель Речи Посполитой, референдарий великий коронный (1544—1561), бургграф краковский (с 1548), подскарбий великий коронный (1561—1564), канцлер великий коронный (1564—1576), каштелян краковский (1576—1585), бецкий (с 1549) и сончевский (с 1555).

## Биография
Представитель польского шляхетского рода Дембинских герба «Равич». Был одним из руководителей «Петушиной войны». Отвечал перед сеймовым судом по обвинению в изображении величия.
В 1544 году он получил должность референдария великого коронного, с 1548 года — бургграф краковский. С 1561 году — подскарбий великий коронный. Навел порядок в казне. В 1564 году Валентий Дембинский был назначен канцлером великим коронным.
В 1569 году участвовал в подписании акта Люблинской унии. В 1573 году участвовал в элекционном сейме, где поддержал кандидатуру французского принца Генриха Анжуйского на польский королевский престол.
В 1576 году из-за возраста Валентий Дембинский уступить должность канцлера великого коронного подканцлеру Петру Дунину-Вольскому, получив взамен звание каштеляна краковского.